# Saint Anthony (Montserrat)
Pour les articles homonymes, voir Anthony et Saint Anthony.
Saint Anthony est l'une des trois paroisses de Montserrat. Cette paroisse était encore habitée en 1997. Depuis l'éruption de la Soufrière, elle ne compte plus un seul habitant. De nos jours, la seule paroisse habitée de Montserrat est Saint Peter, dans le Nord-Ouest de l'île.